# おかえり!ちびロボ! ハッピーリッチー大そうじ!
『おかえり!ちびロボ! ハッピーリッチー大そうじ!』（おかえり ちびロボ ハッピーリッチーおおそうじ）は、スキップが開発し任天堂より2009年7月23日に発売されたニンテンドーDS用アクションアドベンチャーゲーム。

## 概要
『ちびロボ!』シリーズ3作目。1作目に近いシステムに戻っている。
本作の舞台は貧しい母子家庭。ちびロボを動かす電気代もままならず、ゴミや風力による発電で電気をつくらなくてはいけない。
そんな家庭を掃除しつつ、得たマネ（お金）で部屋を模様替えするなど、ハッピーリッチーにしていくのが目標。
主なマネの収入源は、掃除機で吸ったホコリを「ちびフルイ」で篩うことで得られる宝石類を換金することである。

## 登場キャラクター
ちびロボ
オレンジ社製、身長10cmの最新式おてつだいロボット。ホコリの掃除にゴミの片付けにと、昼も夜も走り回っている。また、本来の仕事である掃除だけにとどまらず、ストーリー上の一連の事件を通して、あらゆる側面からジェニー一家をハッピーにしていく。口がなく話せないため、意思表示は頭から出す○もしくは×の板によって行う。人をハッピーな気持ちにすることで現れる『ハッピーさん』、人をリッチーな気持ちにすることで現れる『リッチーさん』を集めることでちびロボランキングが上昇していき、それに応じてちびロボの機能を向上させることができるようになる。
トンピー
ちびロボをサポートするジャーマネ(マネージャー)ロボ。「わたくしの計算によりますと…」と、色々と調べてアドバイスをくれる一方で、イベリコとの早撃ち勝負で失敗し続けると「わたくしのヘソクリが…」と小声で言ったり、都合が悪くなると「また来週！」などとちびロボをおいて飛んでいってしまう、ちびロボが不可解な行動を取ると「コイツ故障してんじゃ…」と陰口を叩くなど、少々腹黒い一面もある。GC版『ちびロボ！』のトンピーとは名前が同じだが、同名なだけであり、全くの別個体であると考えられる。またTVショッピングで『トンピーチップ』を入手することによって『おたすけトンピー』が利用可能になり、トンピーがヒップラグを持って誘導することで、それまで行けなかった高いところまで行けるようになる。
ジェニー
一家のママ。パートで家計を支える。第1回家族会議で、ちびロボの購入を決めた。ストーリー上では亡くなった夫・カールが蘇り、サプライズされる形で、夫の生前にはできなかった結婚式を行った。カールが亡くなってから新しい彼氏ができていたものの、後ろめたさや未練からか、その存在を隠すようにしていた。しかしカールとの結婚式を経たこと、そしてキース本人に促されたこともあり、結婚式以降は新しい彼氏の存在を公にするようになった。
クリア後に、1作目に登場したサンダースン家の一人娘であったことが本人から述べられる。
キース
一家の長男。8歳。プロレスとサッカーが好き。プロレスラー「ハバネロ・ザ・ジャイアント」のファンで、テレビでもプロレスの試合をよく見ている。イタズラ好きのわんぱく少年だが、普段と様子の違うジェニーを心配してちびロボに様子を見てくるよう頼むなど、心優しさも持ち合わせている。口癖は「びょびょびょ」「びょーい」等。普段は髪の毛で目が隠れているが、ストーリーの最後に両目が見え、ウインクする。ちなみにキースの部屋は他の部屋と比較して散らかりやすい。
ラッキー
一家の飼い犬。人の物をよくゆかしたやうらにわに隠している。キースよりも年上。
カール
ジェニーの夫（キースの父）。ジョークが好き。7年前、結婚式を挙げる前にジェニーと喧嘩し、事故で他界してしまった。しかし、怪しげなゴースト達の力とちびロボが貯めたマネの力により、カエルの貯金箱の姿でよみガエルことができた。その後はうらにわに埋まった『しみパンツ』の力で人間の姿に戻るも、小さいままだったが、月が出ている間は元のサイズに戻れる。ちびロボやキースの手助けのもと、ジェニーとの結婚式を決行する。誓いのキスの後、心残りがなくなったためか天国から迎えが来て、光に包まれて成仏した。

### おもちゃたち
イベリコ
豚の警官のおもちゃで、食いしん坊である。昼間はリビングをうろついており、話しかけるとハチやネズミを空砲で追い払ったそのお礼としてマネを返してくれたり、床に落ちているクッキーをあげて食べさせることができる。しかし時間帯で出てくるときが違う。また家の中では彼の絵が印刷されたポテトチップスの袋のゴミが時々落ちている。また会話が成立するにつれてプレゼントを貰える。「プレゼント」は2種類で、一つはデカいネズミを体当たりで撃破できるブーブーパトカー。もう一つは子ネズミやハチを空砲で追い払える警官のきぐるみである。
メーサ
サメのおもちゃ。性別はメスで、「お水の道を極めた夜のチョウ」を自称している。「フッカフッカフッカ」と笑う。ちびロボが水に弱いと分かっていながら『ダイバーきぐるみ』をわざと水の中に放り投げ「はい、あ・げ・た・わ・よ♪」と発言するなど、性格は良いとは言えない。しかし一方で情に弱い一面もあり、ハバネロのマスクを取り戻すために下水道の金網を噛み砕き、自らのアイデンティティともいえるキバを失った。(なお後にちびロボのギターを聞いたらなぜか生えてきた。)先述のハバネロとは腐れ縁であり、また恩人でもある。ハバネロのマスクの件だけでなく、水の中から出てしまい動けなくなったメーサをハバネロが助ける、キースのイタズラによってトイレに詰まったメーサをハバネロがヒップアタックで助ける、ハバネロがメーサにげきカラトマトを食べさせて悶絶させるなど、二人のエピソードには事欠かず、ほとんどセットのようにして描かれている。公式サイトによるとメーサからハバネロに対しては『ちょっと気になる』といった感じらしい。キッチンシンク下にある〈メーサのおもちゃ箱〉には『体長：24cm 特徴：キバがなんかすごい 好物：トマト 苦手：カラいもの ※カラいものを与えるとシビれ…やぶれてて読めない』という記載がある。この記載はそのまま、ゲーム進行のヒントとなっている。
ハバネロ
キースが憧れるプロレスラー「ハバネロ・ザ・ジャイアント」の人形。昔はやねうらプロレスにてチャンピオンだったものの、メーサを助けたことによる足のケガが原因で負けが続き、またキースがサッカーに夢中なことも手伝って、落ちぶれた日々を送っていた。ある時「元チャンピオンだからって自慢ばっかりして、そんなんだからキースが離れるんじゃないの？」とメーサから煽られたことをきっかけに、勢いのままちびロボと共にタイトルマッチに参加する。しかし強敵モンスターブラザーズの前に敗北し、ドン・ゼニーロの指示によって相棒と称するハバネロマスクを剥ぎ取られ、下水に流されてしまう。見る影もなく弱気になり落ち込んでいたが、ちびロボ(とメーサ)の助力によりマスクを取り戻した。その後、メーサがマスクを取り戻すのに力を貸してくれたことを知り、ハバネロは礼としてメーサに「願いをひとつ叶えてやる」と言う。メーサがハバネロに願ったのは『自分のためにチャンピオンになること』だった。リベンジマッチに挑み、チャンピオンになってメーサの願いを叶えることができ…るかどうかはプレイヤーの腕に委ねられる。勝てずとも、キースの心が自分から離れていなかったことを知り吹っ切れる。メーサとは腐れ縁でありながら、助けられたことも助けたこともある。普段は言い合いの喧嘩ばかりしているが、メーサから「たまにはキースのためじゃなくてアタシのために勝ってきてよ！」と言われるとその気持ちに応えようとするなど、いわゆる『喧嘩するほど仲がいい』といった二人である。ハバネロからメーサに対しては『時々気にかけている』という感じらしい。なにげにケチャップとも友達だったりする。キッチンシンク下にある〈ハバネロのおもちゃ箱〉には『体長：10cm 好物：カラいもの 苦手：水 必殺技：ハバネロチョップ ※水につかるとふくらみます』という記載がある。これらはメーサのおもちゃ箱の記載と合わせてストーリー進行のヒントとなっている。
ケチャップ
ギター弾きの人形。トマトを育てることに情熱を注いでおり、家の庭裏でいつも歩いている。またトマトの着ぐるみをもらうことで彼と一緒にギターの練習をすることができる。また、ちびロボのジョウロでまだ熟成していないトマトを一気に育てることができる。ただそれだけでなく育てたトマトの根を折ってトマトを持ち帰ることもできる。また彼は夜になるとキッチンへ移動していることがたまにある。普通であれば彼は夜座ったまま固まってしまっていて話せないが、時にはキッチンで夜中にうろついていることがある。
アカペラ
自分のことを鳥だと思い込んでいる目覚まし時計。目覚まし時計なのでキンキン声がうるさく、カチコチ音がなり、当然飛べない。しかしそれでもアカペラが自分を鳥だと思いこんでいることを三羽の小鳥達にバカにされている。彼女達が帰った後、いつもジェニーの部屋の障子に穴を開けて愚痴っている。キンキン声をなんとかするため、前に一度キッチンで出会ったケチャップから情報収集し『ハナミツ』の存在に辿り着く。そしてちびロボから『ハナミツ』を取ってきてもらい、まるで小鳥達のような綺麗な声になった。…が、目覚まし時計なので綺麗な声ではジェニーを起こすことが出来ず、ジェニーはパートに遅刻してしまう。この出来事によりアカペラは自分が目覚まし時計であることを自覚し、その上で自らのキンキン声が役に立っていることを実感。誇りあるキンキン声として自信を手に入れた。なお、アカペラのストーリー終了後に「まさか自分が目覚まし時計だったとはねー ウケるー」と発言している。なお飛ぶレッスンは続けている。ジェニーの部屋のダンボールの中にある〈アカペラの箱〉には『体長：17cm 種類：目覚まし時計 憧れ：大都会 自慢：声 ※音がうるさいのでご注意ください』という記載がある。
スカルトン
コミック・ブックのダークヒーロー『スカルトン』のガイコツ型の小物入れ。キースによりカラフルなラクガキをされている。一日一回、口の中から銀の手を出して運試しをしてくれる。またカジノで大儲けできる『ラッキーナイト』についても教えてくれる。普段はジェニーの部屋にいるものの、下水道の中やオーブンの中、床下を掘るとたまに出てくるなど、家の至るところに登場する。きぐるみに着替えて話しかけると『戦場のスカルトン(アーミーきぐるみ)』『ハバネロＶＳスカルトン(レスラーきぐるみ)』『スカルトン・コップ(ポリスきぐるみ)』というボツになった企画があることを教えてくれる。またタキシードで行くと「OH！フォーマルでキメてますね まるでホラウッド・セレブのようですよ 運気もUPしそうですね」というお茶目な反応を返してくれる。イベント進行と直接関係がある訳ではなく、イベントクリア後に追加される壁紙もなく、きぐるみをくれるという訳でもない。(それらしきものに該当する『タキシード』はカジノにてちびロボが自力でポイントと引き換えする)
アーミー隊
軍曹と二人の兵隊からなるアーミー隊。顔が赤く、片目に傷が入った方が軍曹で、よく「ガッデーム！」と叫ぶ。ゆかしたでお宝を探しており、さきんを渡すことでちびロボを隊員として認めてくれ、『アーミーきぐるみ』と『スプーン』をくれる。ゆかしたで見つかるお宝を軍曹に渡すと、それに応じて階級があがっていく。ストーリーにおいては、兵隊が軍曹に対して不満をいだき、ゆかしたからいなくなってしまう。軍曹はいなくなってしまった兵隊に対して最初は悪態をついていたものの、暗いゆかしたを怖がりながらも自分についてきてくれた兵隊達との過去を回想し、仲間達の大切さを思い出す。その思いが形となり、ちびロボはストーリー進行に必要なアイテム『幻の秘宝』を手に入れる。ちなみにこのアーミー隊はGC版『ちびロボ！』にも登場しており、サンダースン家の飼い犬であるタオに仲間をさらわれたため、恨んでいた。また、ゆかしたで見つかるお宝には『カエルリング』や『古びたレコード』など、GC版『ちびロボ！』のアイテムも登場する。

### ゴースト
ドン・ゼニーロ
ゴースト達のボス。一家の屋根裏にカジノを設けている。「◇◇○ ◇△▽○☆○×？」というように、言語が通じないため何を話しているのかは分からず、部下のゴーストが翻訳する。ダディゴーストによると、一人称は「オレ」。カールを人間に戻すためのメモを与えてくれていたのは他でもないドン・ゼニーロだが、その取り立てとしてウェディングドレス代の30000マネを奪うため、ラスボスとしてちびロボに立ちはだかる。ちびロボの勝利後は泣いて逃げ出すものの、ちゃんと結婚式にも来て祝福してくれている。エンディング後、彼の部屋にはカエルの貯金箱が飾られている。
ボインゴースト
ドン・ゼニーロの側近の女性ゴースト。その名の通り豊満な胸が特徴。彼女もドンの言葉を翻訳する。
カジノゴースト
ドン・ゼニーロの部下である、大勢でカジノを仕切る緑色のゴースト。
ピエロゴースト
カジノのディーラーを務めるゴースト。数多くの個体が存在し、そのうち流暢に話す個体も存在する。
アナゴースト
プロレスの実況を担当するピエロゴースト。他の個体と比べ、流暢に話す。
ノリカ
ゴースト達のアイドルであるバニーガールのゴースト。プロレスの解説を担当する。
ダディゴースト
ヒゲを生やした青いゴースト。トンピーの事が気に食わず、彼が何か喋ろうとする度に「メダマテレビ ウルサイ！」と一蹴する。キースの部屋のベッド内に存在するカジノ出張所に勤める個体に話しかけると、ビンのフタ1個で遊ぶことができる。
ホコリゴースト
夜中に出てくるゴースト。掃除機で吸うことができ、また、ヒップラぐるぐるで気絶させ、回収することもできる。ドン・ゼニーロに引き渡された後は、カジノゴーストに教育しなおされているらしい。
ヨゴレゴースト
夜中に出てくるゴースト。チップを購入して掃除機でヨゴレが吸える状態であれば、掃除機で吸うことができる。また、ヒップらぐるぐるで気絶させ、回収することもできる。ドン・ゼニーロに引き渡された後は、カジノゴーストに教育しなおされているらしい。また、エアコンの中を汚しているのもヨゴレゴーストであり、初めてエアコンに入った際、一体のヨゴレゴーストが慌てて逃げていく。センタクキに入った際に発生する『ぐるぐるセンタク』『ぐるぐるカンソウ』において洗濯物を汚しているのも彼らである。
スリゴースト
夜中に出てくるゴースト。掃除機で吸うことができる。ヒップラぐるぐるで気絶させ、回収することもできる。襲われるとマネを取られるが、倒すとより多くのマネを得られる。ドン・ゼニーロに引き渡された後は、カジノゴーストに教育しなおされているらしい。カジノの外には、マネをポイントに引き換えてくれるスリゴーストがいる。
ファイヤーゴースト
オーブン購入後、ジェニーがキッチンにいる時にオーブンに入ると発生するミニゲーム『ファイヤークッキー』に登場するゴースト。登場はここだけであり、捕まえることはできない。クッキーを焦がそうとしてくるが、水に弱いためちびポンプで退治することができる。
ベビーゴースト
手招きをして引き出しの中に入るよう誘ってくるピンク色の小さなゴースト。誘われるまま入ると、通常とは違ってベビーゴーストの部屋『ベビーハウス』になっている。部屋に行くたびに自分の置かれている状況について話してくれ、ママがドンからベビーゴーストを守るためにベビーハウスに隠していること、ママはマネをくれるがよく分からないこと、パパがカジノから左遷されたことなど、闇が伺い知れる。最後は、ちびロボとの交流を通して友達が一番大切だと知ったことで感謝される。